# Jaume Bru i Vidal
Jaume Bru i Vidal, també conegut com a Santiago Bru i Vidal, (Sagunt, 29 de juliol de 1921 - Sagunt, 11 de novembre de 2000) va ser un historiador i poeta valencià.
Va estudiar magisteri a Castelló de la Plana i Filosofia i Lletres a la Universitat de València, doctorant-se en Història Antiga. Va exercir com a professor d'Institut en diferents localitats valencianes. Entre 1966 i 1972 va ser president de la Secció d'Història i Arqueologia de Lo Rat Penat, societat de la qual també va ser bibliotecari entre 1958 i 1964. Des de 1973 fins a la seua mort va ser cronista oficial de la ciutat de València.
Va obtenir diversos premis en certàmens poètics de Sagunt, València, Castelló de la Plana, Carlet, Godella, etc. entre els quals destaca el Premi València de Literatura en l'apartat de poesia, que va obtenir l'any 1959 amb l'obra Retrobament. Entre 1962 i 1995 va publicar la major part de la seua obra com a investigador en l'àmbit de la història. L'any 1989 va fundar la revista Braçal, del Centre d'Estudis del Camp de Morvedre. L'any 2000 va rebre el Premi de les Lletres Valencianes i es va publicar la seua Obra poètica completa en dos volums.
Com a poeta s'adscriu a la generació valenciana de 1950, lligada a l'activitat de l'Editorial Torre.

## Obres

### Poesia
- 1958 Ala encesa. València: Torre
- 1958 Tres cançons de primavera. València: Domènech
- 1960 Retrobament. València. Premi València de Literatura-poesia, 1959
- 1969 Cant al meu poble. Sagunt
- 1980 Antologia de poetes saguntins : Jaume Bru i Vidal. Sueca
- 1981 Ofrena lírica. Sagunt: Caixa d'Estalvis de Sagunt
- 1985 Poeta en darrer cant. Sagunt: Fundació Municipal de Cultura
- 1986 Crit esperançat. Sagunt
- 1988 Testimoni i ofrena : obra poètica completa I. Sagunt: Caixa d'Estalvis de Sagunt
- 1991 Els (retrobats) poemes del 71. Sagunt: l'autor
- 1992 3a setmana de les Lletres Valencianes, 1992 : poemes de Maria Beneyto i Jaume Bru i Vidal. Silla: Ajuntament
- 1998 Kanèfora. Alacant: Aguaclara
- 1999 Antologia poètica. València: Generalitat Valenciana
- 1999 Recer de tardor. València: l'autor
- 2000 Clams d'ardida confessió. Alzira: 7 i Mig
- 2000 Glorieta i altres poemes per a infants. Carcaixent: Edicions 96

### Obres dramàtiques representades
- 1977 Pigmalió (amb Dagoll Dagom). Companyia Dagoll Dagom, Barcelona: Teatre Poliorama

### Assaig i investigació
- 1963 Les terres valencianes durant l'època romana
- 1969 La València preromàntica d'Alexandre Laborde
- 1983 La casa de la ciutat. L'Ajuntament de València
- 1984 Toponomàstica major. Saguntum
- 1986 L'Arxiu i Museu Històric de la ciutat de València
- 1991 Las Rocas del Corpus y su refugio temporal de las atarazanas
- 1991 Traza y ventura del Ayuntamiento de Sagunto. Sagunto.
- 1995 El Camp de Morvedre en temps del cens de Floridablanca
- 1995 La Lonja de Valencia y su entorno Mercantil

## Distincions
- Premi de les Lletres Valencianes, 2000